# Halowe Mistrzostwa Europy w Lekkoatletyce 1973 – bieg na 60 m przez płotki kobiet
Bieg na 60 metrów przez płotki kobiet – jedna z konkurencji biegowych rozgrywanych podczas halowych lekkoatletycznych mistrzostw Europy w hali Ahoy w Rotterdamie. Eliminacje, półfinały i bieg finałowy zostały rozegrane 10 marca 1973. Zwyciężyła reprezentantka Niemieckiej Republiki Demokratycznej Annelie Ehrhardt, która tym samym obroniła tytuł zdobyty na poprzednich mistrzostwach. Dwukrotnie poprawiała nieoficjalny halowy rekord świata aż do wyniku 8,02 s osiągniętego w finale.

## Rezultaty

### Eliminacje
Rozegrano 3 biegi eliminacyjne, do których przystąpiło 16 biegaczek. Awans do półfinału dawało zajęcie jednego z pierwszych czterech miejsc w swoim biegu (Q).
Opracowano na podstawie materiału źródłowego.
Bieg 1
| Miejsce | Zawodniczka       | Czas | Uwagi |
| ------- | ----------------- | ---- | ----- |
| 1       | Valeria Bufanu    | 8,42 | Q     |
| 2       | Carmen Mähr       | 8,48 | Q     |
| 3       | Jacqueline André  | 8,48 | Q     |
| 4       | Uta Nolte         | 8,53 | Q     |
| 5       | Grażyna Rabsztyn  | 8,54 |       |
| 6       | Nediałka Angełowa | 8,69 |       |

Bieg 2
| Miejsce | Zawodniczka          | Czas | Uwagi |
| ------- | -------------------- | ---- | ----- |
| 1       | Annelie Ehrhardt     | 8,06 | Q,    |
| 2       | Meta Antenen         | 8,30 | Q,    |
| 3       | Ilona Bruzsenyák     | 8,34 | Q     |
| 4       | Iwanka Koszniczarska | 8,53 | Q     |
| 5       | Marlies Koschinski   | 8,56 |       |

Bieg 3
| Miejsce | Zawodniczka        | Czas | Uwagi |
| ------- | ------------------ | ---- | ----- |
| 1       | Teresa Nowak       | 8,24 | Q     |
| 2       | Mieke van Wissen   | 8,46 | Q     |
| 3       | Judy Vernon        | 8,49 | Q     |
| 4       | Elfriede Meierholz | 8,51 | Q     |
| 5       | Gunhild Olsson     | 8,94 |       |

### Półfinały
Rozegrano 2 biegi półfinałowe, w których wystartowało 12 biegaczek. Awans do finału dawało zajęcie jednego z trzech pierwszych miejsc w swoim biegu (Q).
Opracowano na podstawie materiału źródłowego.
Bieg 1
| Miejsce | Zawodniczka          | Czas | Uwagi |
| ------- | -------------------- | ---- | ----- |
| 1       | Annelie Ehrhardt     | 8,07 | Q     |
| 2       | Valeria Bufanu       | 8,32 | Q     |
| 3       | Ilona Bruzsenyák     | 8,34 | Q     |
| 4       | Uta Nolte            | 8,39 |       |
| 5       | Mieke van Wissen     | 8,40 |       |
| 6       | Iwanka Koszniczarska | 8,48 |       |

Bieg 2
| Miejsce | Zawodniczka        | Czas | Uwagi |
| ------- | ------------------ | ---- | ----- |
| 1       | Teresa Nowak       | 8,23 | Q     |
| 2       | Meta Antenen       | 8,30 | Q,    |
| 3       | Jacqueline André   | 8,43 | Q     |
| 4       | Judy Vernon        | 8,46 |       |
| 5       | Elfriede Meierholz | 8,52 |       |
| 6       | Carmen Mähr        | 8,58 |       |

### Finał
Opracowano na podstawie materiału źródłowego.
| Miejsce | Zawodniczka      | Czas | Uwagi |
| ------- | ---------------- | ---- | ----- |
| 1       | Annelie Ehrhardt | 8,02 | WR    |
| 2       | Valeria Bufanu   | 8,16 | NR    |
| 3       | Teresa Nowak     | 8,23 |       |
| 4       | Meta Antenen     | 8,27 | NR    |
| 5       | Ilona Bruzsenyák | 8,32 |       |
| 6       | Jacqueline André | 8,48 |       |